# Kapelle Schönberg (Schrecksbach)

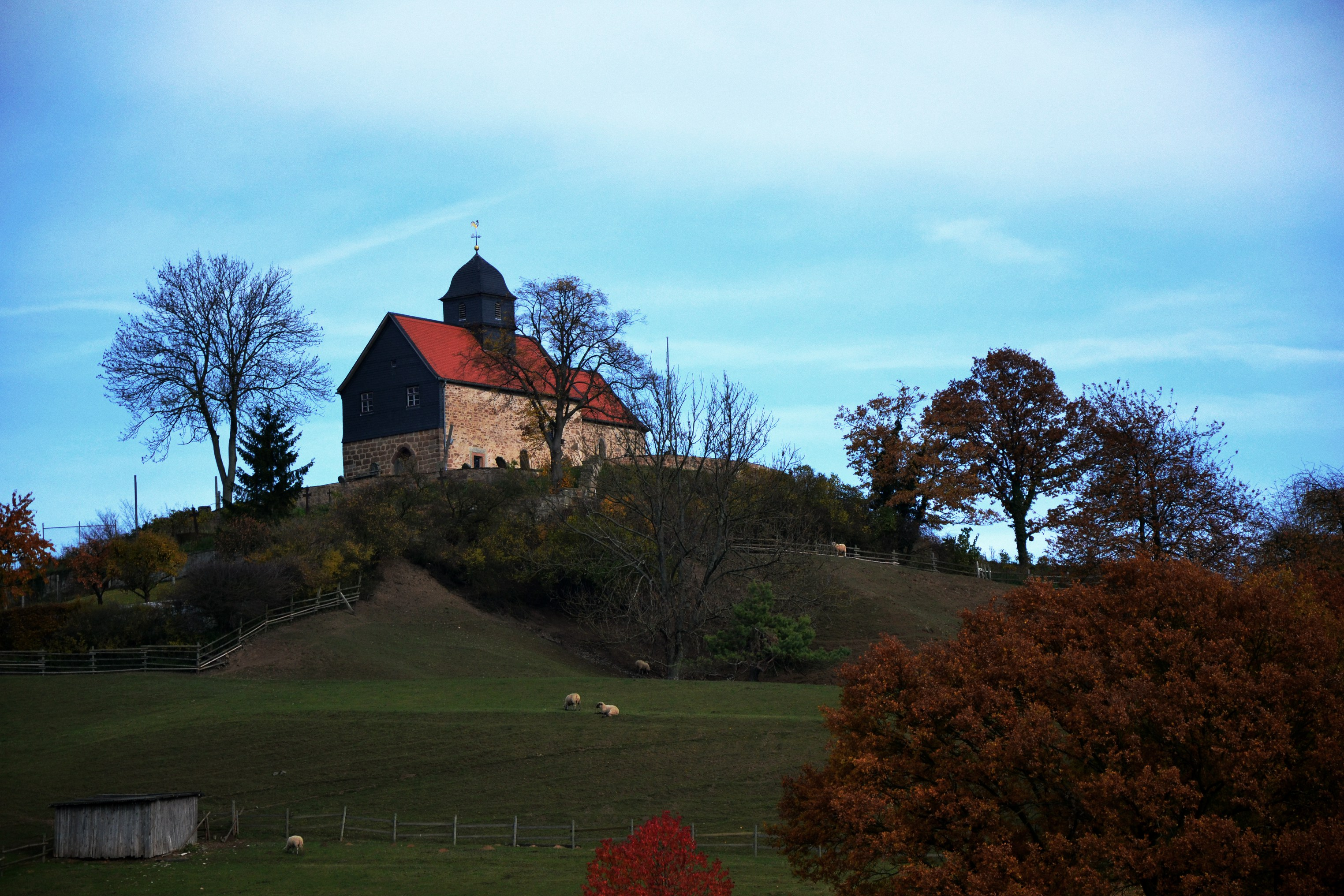
Kapelle Schönberg

Die Kapelle Schönberg liegt im Ortsteil Schönberg der Gemeinde Schrecksbach im Schwalm-Eder-Kreis in Nordhessen.
Besondere kulturgeschichtliches Interesse erlangt Schönberg aufgrund der Kapelle auf dem steilen, terrassenartig ansteigenden Basaltkegel über dem Schwalmtal, der dem Ort seinen Namen gab. Seine exponierte, weithin sichtbare Lage macht den altertümlichen Bau neben der Festung Ziegenhain und dem Buttermilchturm der Totenkirche in Treysa zu einem der prägendsten Wahrzeichen der Schwalm. 
Die Ursprünge des mittelalterlichen Baus sind noch nicht abschließend geklärt. Schönberg wird als Schenkung an das Kloster Fulda im Jahr 1030 erstmals urkundlich erwähnt. Das romanische Außenmauerwerk der Kapelle geht spätestens ins 12. Jahrhundert zurück, und im Jahr 1261 ist eine für die umliegenden Orte als Pfarrkirche fungierende Kirche belegt. Wie auf dem nahe gelegenen Metzenberg wird jedoch auch für den Schönberg eine Kult- oder Wehranlage aus vorchristlicher Zeit vermutet, so dass ein Sakralbau bereits in der Zeit der Christianisierung durch Bonifatius entstanden sein könnte. Belege für diese beliebte These sind nicht vorhanden, im Jahr 2009 wurde jedoch das 1000-jährige Jubiläum der Kapelle gefeiert. 
Der schlichte Saalbau aus Bruchsteinmauerwerk wird nach Osten durch einen außen fünfseitigen, innen halbrunden Chor aus frühgotischer Zeit abgeschlossen. Dieser verfügt neben einem älteren, romanischen Fenster mit eingestellten Säulen und Würfelkapitellen auch über ein Maßwerkfenster. Auf der Nordseite des Außenbaues wurden im Jahr 1490 ebenfalls Maßwerkfenster eingesetzt. 1748 wurden die Westwand und das Satteldach verändert, wobei ein barocker Dachreiter aufgesetzt wurde. Im Innenraum sind der Taufstein aus dem 12. Jahrhundert, zwei Eichenständer in spätgotischer und barocker Ausführung, Wandbemalungen aus dem 15. Jahrhundert sowie die restliche Einrichtung aus dem 18. und 19. Jahrhundert erhalten. Der Glockenturm ist mit drei Glocken aus dem 15. Jahrhundert sowie aus den Jahren 1511 und 1687 ausgestattet. 
Aufgrund der Lage Schönbergs an der alten Fernhandelsstraße Durch die langen Hessen war die Kapelle bis zur Reformation ein vielbesuchtes Wallfahrtsziel. Die Tradition, zu Christi Himmelfahrt auf den Schönberg zu pilgern, hat sich im protestantischen Umfeld  bis heute erhalten. Die Kirche ist von einem alten Friedhof umgeben, dessen Grabsteine von der Kunstfertigkeit örtlicher Steinmetze des 16. bis 19. Jahrhunderts zeugen.
Koordinaten: 50° 51′ 16″ N, 9° 17′ 48″ O